# Statistisches Jahrbuch der Stadt Zürich

Die Zürcher Altstadt mit Fraumünster, Münsterbrücke, dem Turm von St. Peter und dem Grossmünster von der Quaibrücke

 Das Statistische Jahrbuch der Stadt Zürich erschien jährlich seit 1905 und letztmals 2017.  Herausgeberin ist die «Dienstabteilung Statistik Stadt Zürich» im Präsidialdepartement der Stadt Zürich. Das statistische Jahrbuch wird nicht mehr erstellt oder gepflegt. Inhalte werden neu in moderner Form nach Themen und Quartieren gegliedert angeboten.

## Beschreibung
Ein Stadtratsbeschluss aus dem Jahr 1906 legte den Grundstein für das Statistische Jahrbuch der Stadt Zürich. Ziel war unter anderem, der Bevölkerung einen einfacheren und bequemeren Zugang zu den statistischen Daten zu verschaffen, welche bisher im städtischen Amtsblatt veröffentlicht wurden. Von Beginn an sollte das Jahrbuch kein blosses Tabellenwerk werden, sondern mit textlichen Erläuterungen angereichert sein. Die einzelnen Ausgaben wiesen im Laufe der Zeit ein immer weiteres Spektrum von Inhalten auf. Die Ausgabe letzter Hand 2017 enthält folgende Themen: Facetten der Stadt Zürich und ihrer Entwicklung, Bevölkerung, Stadtgebiet und Meteorologie, Arbeit und Erwerb, Volkswirtschaft, Preise, Entsorgung und Umwelt, Wasser und Energie, Bau- und Wohnungswesen, Tourismus, Verkehr, Finanzplatz Zürich, Verwaltung, kommunale Einrichtungen, Soziale Sicherheit und Gesundheit, Bildung, Kultur und Sport, Politik, Öffentliche Finanzen, Rechtspflege, Agglomeration Zürich, Nachhaltige Entwicklung und Quartiere. Die Ausgabe 2017 umfasst über 500 Seiten und enthält diverse Tabellen, Abbildungen und Karten.

## Bedeutung
Das von 1905 bis 2017 erschienene Statische Jahrbuch veranschaulicht nicht nur statistische zeitbezogene Informationen für eine breite Bevölkerungsschicht, sondern bildet eine wichtige Quelle zur historischen Dokumentation und Hintergründe der Entwicklung der Stadt Zürich. Es ist vom Bundesamt für Kultur mit dem Preis «Schönste Schweizer Bücher 2005» ausgezeichnet worden. Einzelne Beiträge tragen nicht nur eine lokale, sondern auch eine regionale oder auch landesweite/internationale Bedeutung. Einzelne Ausgaben des statistischen Jahrbuchs werden in verschiedenen Bibliotheken auch ausserhalb der Schweiz geführt.

## Publikation
Die Ausgaben Statistisches Jahrbuch der Stadt Zürich erschienen 1905 bis 2017 in gedruckter Form. Sämtliche Ausgaben von 1905 an sind auch in digitaler Form abrufbar.
- Statistisches Jahrbuch der Stadt Zürich Letztausgabe 2017 ISBN 978-3-9523581-8-4.
- Statistisches Jahrbuch der Stadt Zürich ISSN 0256-7741